# Bender (stad)
Bender (Russisch: Бенде́ры, Bendery; vroeger Tighina), is een stad in Moldavië en de enige stad aan de rechteroever van de Dnjestr die tot Transnistrië (Transnistrische Moldavische Republiek) behoort.
Al in de tweede eeuw voor de jaartelling bestond een nederzetting op de plek van het huidige Bender. Achtereenvolgens werd het veroverd door troepen uit Kiev, Mongolië, Genua, Moldavië en het Ottomaanse Rijk. Koning Karel XII van Zweden hield zich enkele jaren op in Bender, totdat hij door Ahmed III werd afgevoerd naar Istanbul. In 1818, na diverse aanvallen veroverde Rusland het stadje. Tussen de Eerste Wereldoorlog en de Tweede Wereldoorlog behoorde Bender tot Roemenië. Na de Tweede Wereldoorlog werd het ingelijfd bij de Sovjet-Unie en viel in de Moldavische Socialistische Sovjet Republiek.
De oorlog van 1991 en 1992 tussen Moldavië en Transnistrië werd vooral uitgevochten in deze stad. Hierbij vielen duizenden doden. Toen de oorlog door Transnistrië gewonnen was, werd Bender ook ingelijfd.
Bender is de tweede stad van Transnistrië. De bevolking bestaat uit Russen, Oekraïners en Moldaviërs.
De spoorlijn van Odessa in Oekraïne naar Chisinau in Moldavië kruist in Bender de 'grens' tussen Transnistrië en (de rest van) Moldavië. Er rijden echter nog maar weinig doorgaande treinen. Treinen beginnen en eindigen vaak in het station "Bender 2", een provisorisch station nabij Bender dat op het grondgebied van het niet-afgescheiden gedeelte van Moldavië ligt.
Bestuurlijk is Bender een gemeente - met stadstitel - en de hoofdplaats van de Moldavische bestuurlijke eenheid (unitate administrativ-teritorială) Bender.

## Geboren
- Jerzy Neyman (1894-1981), Poolse wiskundige en statisticus
- Emil Constantinescu (1939), president van Roemenië (1996-2000)
- Igor Bugaiov (1984), voetballer
- Dumitru Muntean (1985), voetbalscheidsrechter

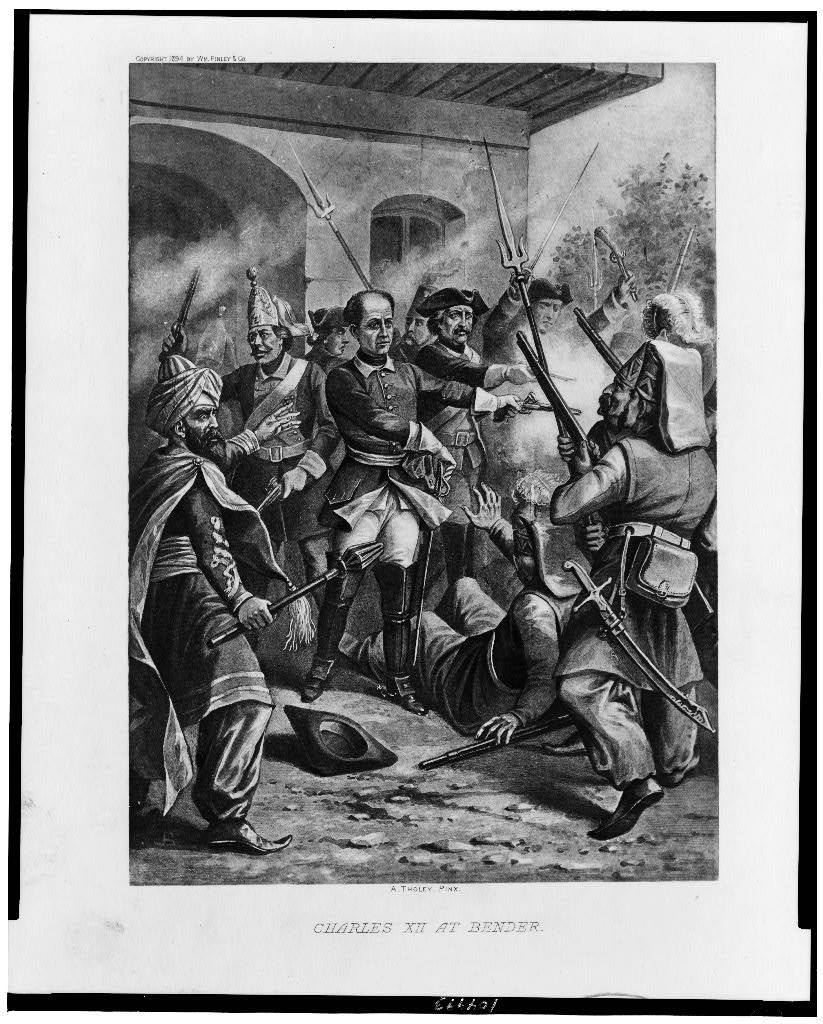
Karel XII wordt gevangengenomen door de Janitsaren (1713)